# Обезьянки, вперёд!
«Обезьянки, вперёд!» — пятый мультипликационный фильм из серии «Обезьянки».
Песня в исполнении ансамбля «Машина времени».

## Сюжет
Пролог
Зоопарк. Медведь-ветеринар бинтует хвост слону. Дети-обезьянки, желая помочь, отталкивают его и обматывают всего слона бинтами. Мама-обезьяна освобождает слона, но проказники тем временем запеленывают бинтами самого ветеринара. Мама распутывает его и уносит детей от греха подальше.
Основная часть
Обезьянки с головы жирафа осматривают окрестности: не нужна ли кому-то помощь? Они замечают качели, на которых пытается покачаться пухлый карапуз. Обезьянки спешат на выручку, подсаживают мальчика, но один столб качелей ломается. Решив починить качели, обезьянки вытаскивают из земли другой столб, волокут его к качелям, но старушка в окне поднимает крик: её постиранное бельё без столба падает в пыль. Обезьянки цепляют верёвку с бельём к первому попавшемуся столбу, который оказывается электрическим. Мама-обезьяна, услышав громкий плач карапуза, бросается чинить качели: втыкает целый столб вместо сломанного качельного. Между тем бельё загорается, старушка звонит пожарным. Те, приехав, начинают тушить пожар, но их помпа не качает воду, и обезьянки тащат шланг для забора воды к наполненному бассейну с пловцами. Тем временем Мама, нажав кнопку на столбе, отключает электричество, и бельё гаснет. Но обезьянки уже обеспечили подачу воды, и она заливается через открытое окно к старушке. Пожарные и Мама кое-как управляются с шлангом. Напор воды выталкивает старушку из окна, но её успевают поймать. Подбегает разъярённый тренер по плаванию: его бассейн пуст, пловцы извиваются на сухом дне.
Тогда обезьянки перекачивают воду в опустевший бассейн из близлежащей реки, причём вместе с рыбой. В результате пловцы показывают замечательные результаты в скорости, удирая от щук. Мама принимается вылавливать всех хищных рыб руками.
Обезьянки снимают сетку с футбольных ворот во время матча, чтобы помочь Маме перенести рыб обратно в реку. Сразу после этого на берег прибегает разозлённый вратарь и отбирает свою сетку обратно. Однако его ворота в это время оказываются под угрозой гола, но Мама в красивом прыжке успевает поймать пущенный в створ мяч и получает за это кубок.

## Создатели
| Автор сценария             | Григорий Остер |
| Кинорежиссёр               | Леонид Шварцман |
| Художники-постановщики     | Леонид Шварцман, Ольга Гвоздева |
| Композитор                 | Михаил Меерович |
| Кинооператор               | Александр Чеховский |
| Звукооператор              | Борис Фильчиков |
| Художники-мультипликаторы: | Геннадий Сокольский, Наталия Богомолова, Владимир Захаров, Галина Зеброва, Дмитрий Куликов, Татьяна Померанцева, Светлана Халькина, Ольга Новикова, Людмила Пискарева |
| Художники:                 | Анна Атаманова, Николай Козлов, Виктория Макина, Геннадий Морозов, Ольга Новосёлова, Ольга Павлова                                                                    |
| Ассистенты:                | Елена Черёмушкина, Лена Кунакова |
| Монтажёр                   | Ольга Василенко |
| Редактор                   | Наталья Абрамова |
| Директор съёмочной группы  | Галина Волкова |